# Jean Fourquet
Cet article possède un paronyme, voir Jean Fouquet.
Pour les articles homonymes, voir Fourquet.
Jean Philippe Fourquet (né le 23 juin 1899 à Dole - mort le 18 septembre 2001 à Luvigny) est un germaniste et un linguiste français. On lui doit un apport capital dans l'étude de la linguistique allemande en France.

## Biographie
Fils d'un professeur de philosophie, Jean Fourquet suit une scolarité exemplaire. Après avoir obtenu le baccalauréat en 1916, il entre en khâgne puis à l'École normale supérieure de la rue d'Ulm. Agrégé en 1924, il enseigne alors dans différents lycées, celui de Saint-Omer de 1924 à 1925, puis de Belfort et enfin de Nancy de 1927 à 1934. Il occupe son premier poste de maître de conférences en 1934 à l'université de Strasbourg. Il y fait la rencontre de Lucien Tesnière, avec qui il sympathise et dont il éditera en 1959 le texte posthume, les Éléments de syntaxe structurale. Il soutient son doctorat d'État en 1938, avec une première thèse sur Wolfram von Eschenbach et le conte du Graal et une deuxième sur L'ordre des éléments de la phrase en germanique ancien.
Il développe un cadre théorique très influencé par Tesnière, qu'il applique notamment à la syntaxe de l'allemand contemporain. Il apparaît ainsi comme un des pionniers de l'analyse de la phrase en groupes syntaxiques dans l'espace francophone, et joue un rôle important dans l'abandon de la notion d'inversion dans l'analyse syntaxique de l'allemand.
Après la Seconde Guerre mondiale, période où il échappe de peu à la déportation, il revient à Strasbourg jusqu'en 1955, année où il est élu à la Sorbonne. Il y enseigne jusqu'en 1970 et exerce une influence déterminante sur la structuration de la linguistique germanique moderne en France,. Il encadre par exemple la thèse de Jean-Marie Zemb, futur professeur au Collège de France, et a notamment comme étudiants les anglicistes Antoine Culioli et André Crépin. Dans le monde germanophone, Fourquet influence aussi l'école syntaxique est-allemande autour de Manfred Bierwisch à Berlin. En RFA, il a accompagné l'émergence d'une école de grammaire de dépendance animée par Ulrich Engel.
En-dehors de la linguistique, il a également beaucoup publié sur la littérature allemande du Moyen Âge.

## Travaux de linguistique allemande
Les travaux de Jean Fourquet s'inscrivent dans le cadre de la recherche française en linguistique allemande, laquelle, observe Marcel Pérennec en 2007, s'est beaucoup développée en France dans les dernières décennies. D'après Pérennec, l'homogénéité foncière de celle-ci est « due à l'action fondatrice et à l'influence décisive de Jean Fourquet et de son modèle “connexionnel” » : un tel modèle n'est pas fermé (comme dans les sciences dures) ; il s'agit plutôt d'un « ensemble ouvert, souple, de concepts et de propositions théoriques ». Toujours d'après Pérennec, cette théorie connexionnelle « manifeste à un degré très poussé une imbrication de la syntaxe et de la sémantique ». Inspirée de la notion originelle chez Lucien Tesnières, cette conception de la connexion a « valu au modèle fourquétien d'être qualifié de “sémantique de la syntaxe” ». Le signifié se trouve ainsi promu au rang d'« unité fonctionnelle syntaxique de la proposition », ce qui fait « toute la différence entre cette unité fonctionnelle, appelée “groupe syntaxique” ou “groupe spécifique” (groupe nominal, groupe verbal, etc.) et le syntagme classique ». 
Selon Roger Sauter, Jean Fourquet procède dans les années 1970 à l'analyse critique de la grammaire générative de Chomsky ainsi que de la grammaire de dépendance de Tesnière, théories linguistiques qui curieusement et de manière contrastée sont en train de devenir prépondérantes en Allemagne. Sur la base de nombreux exemples en allemand, il reproche à la grammaire générative la place particulière accordée au sujet dans la phrase découpée en sujet — prédicat. Et bien qu'il reconnaisse ses apports par rapport au générativisme, il critique chez Tesnière la primauté absolue du verbe de telle sorte que chaque membre de la phrase n'entre en connexion qu'avec lui seul ; il remet aussi en cause « les notions tesniériennes de valence et de grammaire de dépendance ». Par contre, il va émettre « un jugement très positif envers la Inhaltsbezogene Grammatik de Weisgerber, bien implantée à l'époque en Allemagne », dont la tâche est de définir le contenu ou plutôt le « “dénominateur commun” des signes linguistiques dans leurs différents contextes de discours et de situation ». Ainsi se dessine « le système Fourquet » qui s'imposera à beaucoup de germanistes français, alors que l'écho de la « syntaxe sémantique » de Fourquet sera faible en Allemagne, en raison de la presque inexistence outre-Rhin de la recherche en signifié.

## Honneurs
Jean Fourquet est membre de l'Académie des sciences de la RDA. Il préside la Société de linguistique de Paris en 1960. En 1969, Fourquet reçoit le prix frères Grimm de l'université de Marbourg et, en 1973, le prix Konrad Duden de la ville de Mannheim pour ses travaux sur la langue allemande en France. En 1983, il reçoit le prix Friedrich-Gundolf pour la diffusion de la culture allemande à l'étranger.

## Prises de position
Fourquet faisait partie des signataires de la « déclaration commune des linguistes et des savants de littérature sur la réforme de l'orthographe » de 1998, dans laquelle environ 550 professeurs d'Allemagne et de l'étranger exigeaient l'abandon de la réforme.

## Publications
- Grammaire de l'allemand, Paris, Librairie Hachette, 1952.
- Wolfram D'Eschenbach et le conte del Graal. Les divergences de la tradition du conte de Chretien et leur importance pour l'explication du texte de Parzival - Puf Sorbonne, 1966
- (de) Das Werden des neuhochdeutschen Verbsystems. In: Ulrich Engel, Paul Grebe, Heinz Rupp (Hrsg.): Festschrift für Hugo Moser zum 60. Geburtstag, 1969.
- (de) Prolegomena zu einer deutschen Grammatik. Pädagogischer Verlag Schwann, Düsseldorf (Sprache der Gegenwart, Band 7), 1970.
- (de) Die deutsche Sprache in Frankreich. Bibliographisches Institut, Mannheim  (ISBN 3-411-01046-0) (Duden-Beiträge, Heft 41), 1974.
- Principes de métrique allemande, Paris, 1989.
  - « Métrique » (art.) dans Élisabeth Décultot, Michel Espagne et Jacques Le Rider (dir), Dictionnaire du monde germanique, Paris, Bayard, 2007, p. 707-709  (ISBN 9782227476523).

### Travaux inédits
- Jean-Jacques Briu, « Les groupes syntaxiques en Allemand. Un cours polycopié inédit de Jean Fourquet (1966, Paris, Sorbonne) », Histoire Épistémologie Langage, vol. 22, no 2,‎ 2000, p. 133–164 (DOI 10.3406/hel.2000.2806, lire en ligne, consulté le 15 avril 2021)